# Condado de Wabash (Indiana)
El condado de Wabash es un condado estadounidense, situado en el estado de Indiana. Según el censo de los Estados Unidos del 2000, la población es de 34 960 habitantes. La cabecera del condado es Wabash.

## Geografía
Según la Oficina del Censo de los Estados Unidos, el condado tiene un área total de 1091 km² (421 millas²). De éstas 1070 km² (413 mi²) son de tierra y 20 km² (8 mi²) son de agua. 

### Colindancias
- Condado de Kosciusko - norte
- Condado de Whitley - noreste
- Condado de Huntington - sur y este
- Condado de Grant - suroeste
- Condado de Miami - oeste
- Condado de Fulton - noroeste

## Historia
El condado de Wabash se separó de los condados de Cass y Grant en 1835. Su nombre se debe al río Wabash.

## Demografía
Según el censo del año 2000, están registradas 34 960 personas, 13 215 cabezas de familia, y 9395 familias que residen en el condado. La densidad de población es de 13 hab/km² (34 hab/mi²). La composición racial tiene:
- 96.20% Blancos (No Hispanos)
- 1.18% Hispanos (Todos los tipos)
- 0.41% Negros o Negros Americanos (No Hispanos)
- 0.39% Otras razas (No Hispanos)
- 0.41% Asiáticos (No Hispanos)
- 0.73% Mestizos (No Hispanos)
- 0.66% Nativos Americanos (No Hispanos)
- 0.03% Isleños (No Hispanos)

Hay 13 215 cabezas de familia, de los cuales el 31.40% tienen menores de 18 años viviendo con ellos, el 59% son parejas casadas viviendo juntas, el 8.50% son mujeres que forman una familia monoparental (sin cónyuge), y el 28.90% no son familias. El tamaño promedio de una familia es de 2.97 miembros.
En el condado el 24.50% de la población tiene menos de 18 años, el 10.30% tiene de 18 a 24 años, el 26.20% tiene de 25 a 44, el 23.30% de 45 a 64, y el 15.70% son mayores de 65 años. La edad media es de 38 años. Por cada 100 mujeres hay 94.20 hombres. Por cada 100 mujeres mayores de 18 años hay 90.90 hombres.
Tabla de la evolución demográfica:
|       | 1900   | 1910   | 1920   | 1930   | 1940   | 1950   | 1960   | 1970   | 1980   | 1990   | 2000   |
| ----- | ------ | ------ | ------ | ------ | ------ | ------ | ------ | ------ | ------ | ------ | ------ |
| TOTAL | 34 960 | 35 069 | 36 640 | 35 553 | 32 605 | 29 047 | 26 601 | 25 170 | 27 231 | 26 926 | 28 235 |

## Economía
Los ingresos medios de un cabeza de familia el condado es de $40,413 y el ingreso medio familiar es $47,067. Los hombres tienen unos ingresos medios de $34,615 frente a $21,939 de las mujeres. El ingreso per cápita del condado es de $18,192. El 6.90% de la población y el 5.10% de las familias están debajo de la línea de pobreza. Del total de gente en esta situación, 8.40% tienen menos de 18 y el 6.50% tienen 65 años o más.

## Ciudades y pueblos

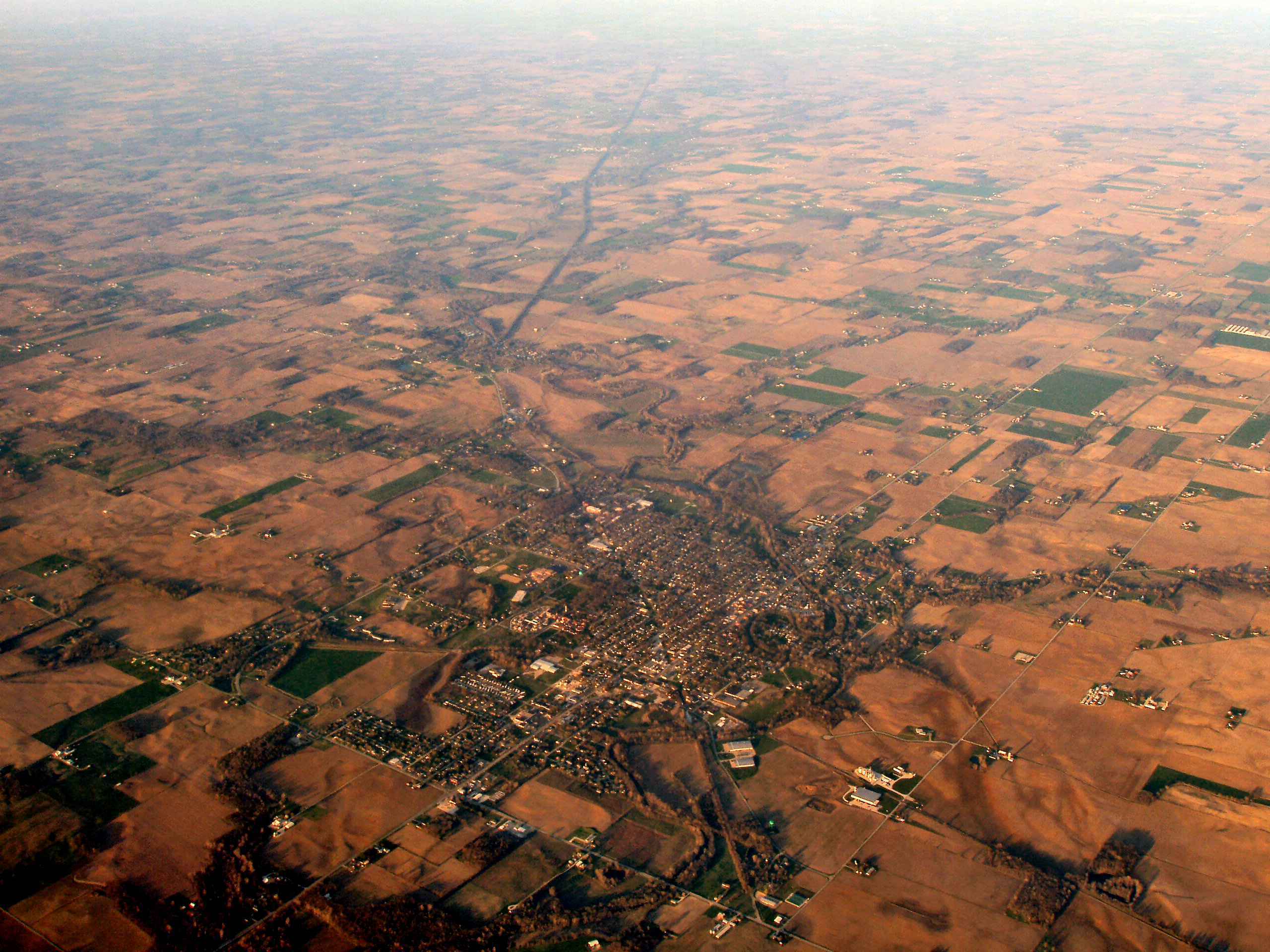
North Manchester desde el aire.

| - La Fontaine - Lagro - Liberty Mills - North Manchester - Roann | - Wabash - Disko - Ijamsville - Laketon - Liberty Mills | - Lincolnville - Richvalley - Servia - Somerset - Stockdale | - Treaty - Urbana |

## Sitios de interés
| - Iglesia Asbury - Iglesia Hopewell - Iglesia Lebanon - Cementerio Martin Luther - Cementerio Matlock | - Parque Estatal Frances Slocum - Parque Estatal Mount Hope - Parque Warvel - Lago Bull - Lago Fearnow | - Lago Niconzah - Lago Lukens - Lago Salamonie - Lago Twin - Isla Potter |